# Río Potí

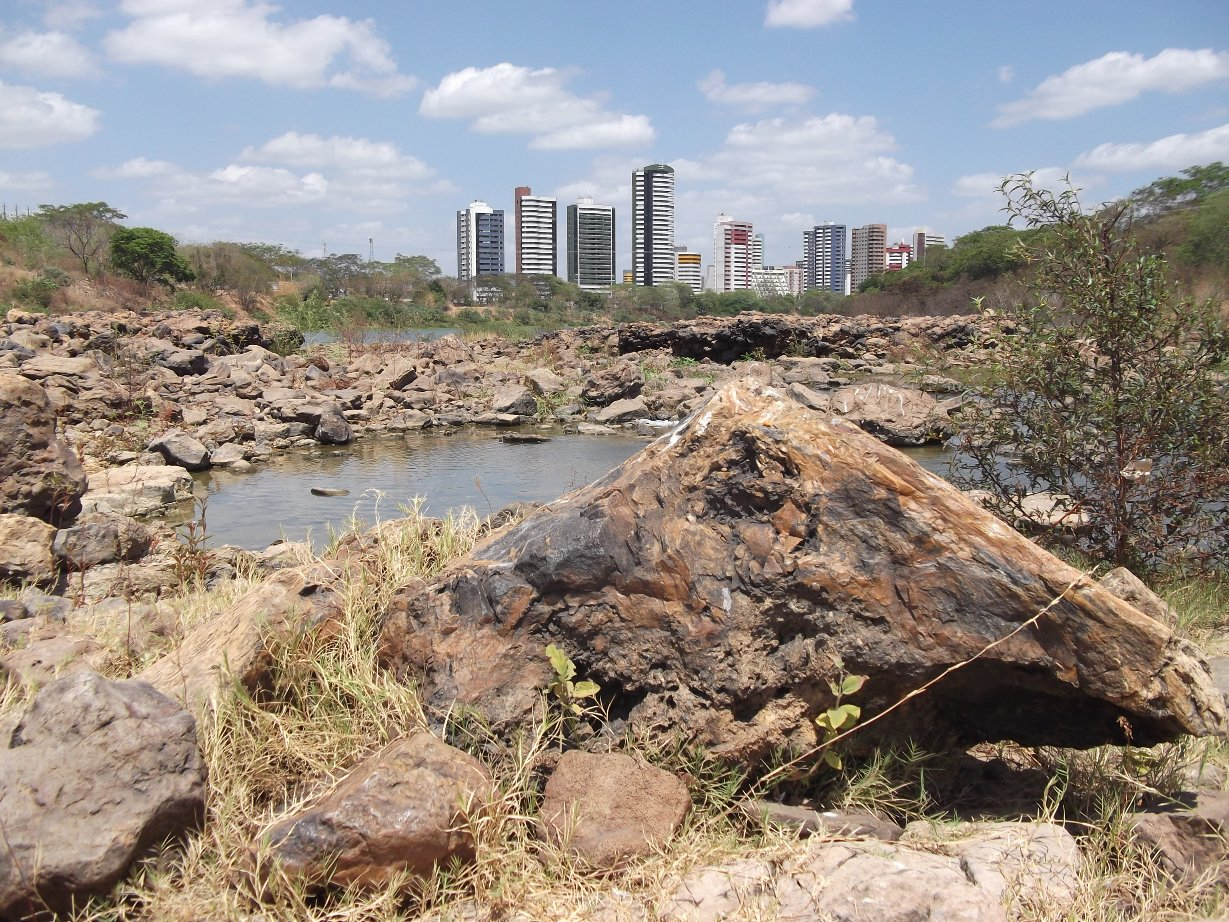
Floresta fósil del río Potí, en Teresina.

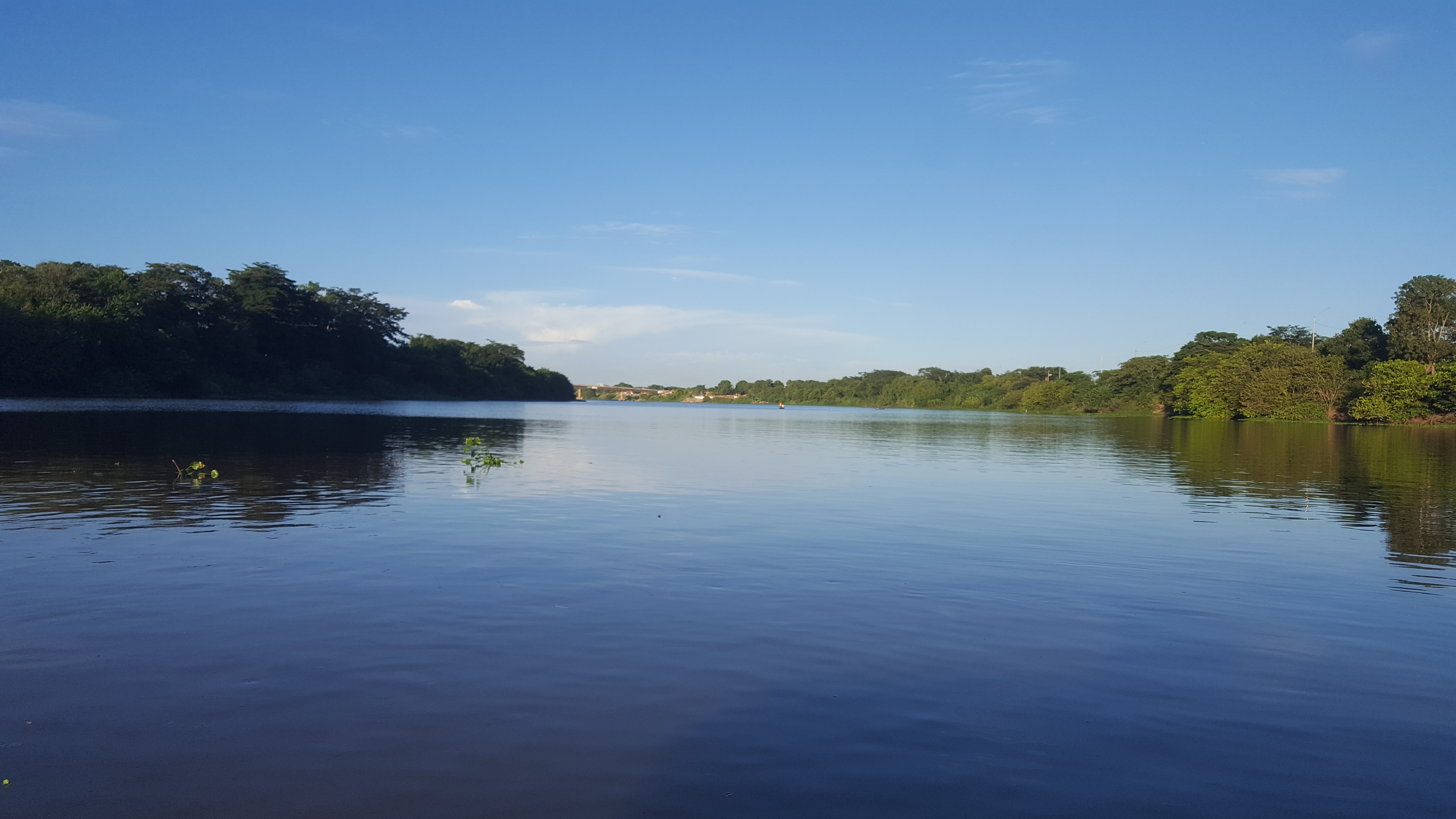
Cuenca del río Potí vista desde el río Parnaíba

El río Potí es un río brasileño que baña los estados del Ceará y Piauí. Con extensión total de 538 km desde el nacimiento, su cuenca comprende un área total de 52.370 km², de los cuales 38.797 km² están en el Piauí y 13.573 en el Ceará, y bañando a través de su curso 24 municipios de ambos estados.

## Etimología
La denominación del río proviene del pueblo indígena potí, que vivía en la actual área de Teresina en la época de la ocupación del territorio por los colonos luso-brasileños.

## Historia
El río Potí perteneció por completo al Estado del Piauí hasta 1880. El Decreto Regio 3.012 de 22 de octubre del mismo año, firmado por Don Pedro II, entregó al Ceará la zona del nacimiento del río hasta el punto de Boqueirão, en la sierra de la Ibiapaba. En la región ya existían ciudades como Independencia y Príncipe Imperial, hoy Crateús. 
Después de ceder el territorio de la actual ciudad de Crateús al Ceará, el Piauí pudo recuperar gran parte de sus márgenes, que habían sido ocupadas por el Ceará en 1823. Con ocasión de la expedición de Andrade Pessoa, se instalaron tropas en la zona piauiense y se administró la región bajo orientación del gobierno cearense. En 1865, el gobierno del Ceará creó la parroquia de Nuestra Señora de la Amarração, actual Luís Correa, en el territorio piauiense. 
La invasión cearense dio origen a la cuestión limítrofe de Amarração, que terminó con el decreto arriba citado. Sin embargo, esa cuestión fue apenas resuelta, dando origen a otras litigios entre el Piauí y el Ceará que perduran hasta los días actuales.

## Subcuencas
El río Potí nace en la sierra dos Cariris Novos, municipio de Quiterianópolis, y sigue en el sentido sur–norte pasando por Novo Oriente hasta la ciudad de Crateús, donde fluye en el sentido sudeste–noroeste, pasando por la ciudad de Teresina, Piauí, donde atraviesa la Floresta Fósil de Teresina y desagua en el río Parnaíba. En su lecho fueron construidas dos represas: el Açude Flor del Campo, en el municipio de Novo Oriente, así como la represa de aproximadamente 800 metros, con paredes de cemento, que aprovisiona Crateús y su región.
En su curso, entre los municipios piauienses de Castelo del Piauí y Juazeiro del Piauí, se encuentra el Cañón del río Potí, lugar donde son practicados algunos deportes acuáticos y que podría quedar oculto bajo las aguas de una nueva represa en la zona de Castelo, presa cuyo presupuesto ya fue liberado.